# WBFF
WBFF（仮想チャンネル45・UHFデジタルチャンネル26）は、アメリカ・メリーランド州ボルチモアにライセンス供与されている FOX・マイネットワークTV共同系列のテレビ局。シンクレア・ブロードキャスト・グループ（近くのハントバレー (メリーランド州)に拠点を置く）の旗艦局として機能し、所有者のカニンガム・ブロードキャスティングとのローカルマーケティング契約（LMA）に基づいてThe CW系列のWNUV（チャンネル54）も運営している。ただし、カニンガムの株式の大部分は故人グループの創設者であるジュリアン・シンクレア・スミスの家族が所有しているため、シンクレアは事実上、WNUVを所有している。シンクレアは、所有者であるディアフィールド・メディアとの個別の共有サービス契約（SSA）に基づいて、WUTB（チャンネル24）と提携しているTBD (テレビネットワーク)も運営している。
3つの放送局は、ボルチモア北部のウッドベリー (ボルチモア)地区にある「テレビジョン・ヒル」の州間高速道路83号線の41番街にあるスタジオを共有しており、WBFFとWUTBも送信所設備を共有している。高さ1,280フィート（390 m）の塔は、1950年代後半からの初期のランドマークである「キャンデラブラ・タワー（candelabra tower）」に隣接しており、市内の元の3つの主要なVHF放送局（WMAR-TV、WBAL-TV、WJZ-TV）で使用されていた。

## 歴史
1971年4月11日に初放送され、当時はジュリアン・シンクレア・スミスによって管理されていたチェサピーク・テレビジョン・コーポレーション（Chesapeake Television Corporation）によって設立された。これはボルチモアの2番目の商用UHF局且つ2番目の独立放送局 (北アメリカ)であり、WMET-TV（チャンネル24、現在はWUTBが占有している周波数）が運用を開始してから4年後に開局した。どちらの放送局も一般的なエンターテインメント番組を放送したが、WMET-TVの所有者が経済的な問題に遭遇し、1972年にチャンネル24を閉局することを余儀なくされた。
直接の競争がなく、少額の予算で運営されていても、ボルチモアのネットワーク系列局であるWBAL-TV、WJZ-TV、WMAR-TVがこの期間中もオフネットワークのシンジケート番組を取得し続けたため、WBFFは1970年代に強力な番組編成に苦労した。ワシントンD.C.のWTTGとWDCAが地上波（ワシントンの放送局は全てボルチモアに強い信号を提供した）とケーブルの両方ですぐに利用可能であったことは問題を助けなかった。チャンネル45は、映画、シットコム、西部劇のまともなライブラリを自由に使えるという利点を見出した。その時代の他の独立局と同様に、WBFFはまた、ローカル系列局に取って代わられたネットワーク番組、ローカルの広報 (放送)番組を放送し、午後には、ノスタルジックな「キャプテン・チェサピーク」と、海の怪物「モンディ（Mondy）」（WBFFで「トラフィック・ジャム・ジミー（Traffic Jam Jimmy）」という別名で働いている人）がチェサピーク湾をクルーズしながらホストを務めた番組で、放課後の子供たちのためにアニメ番組やシリーズの再放送を行った。「キャプテン・チェサピーク」は、始まりから1990年まで、有名な陽気な挨拶である「Ahoyyy Crewmembers!!」はWBFFの定番だった。
その財政的な問題にもかかわらず、WBFFは十分に利益を上げたため、ジュリアン・スミスは自身の放送利益を拡大することに決めた。スミスは、チェサピーク・テレビジョンの子会社であるコマーシャル・ラジオ・インスティテュート（Commercial Radio Institute）を通じて、1978年にピッツバーグに新しい独立局であるWPTT（現：WPNT）を開局した。1984年、コマーシャル・ラジオ・インスティテュートはオハイオ州コロンバスにスミスの3番目の放送局である独立局のWTTEを開局した。同年、WBFFは、当時2年前の加入型テレビ局であったWNUV-TVが、1986年までに昼間とフルタイムで一般的なエンターテインメントスケジュールを採用し始めた際に、再びローカルの競争を受けた。
1985年にジュリアン・スミスは自身の3つの放送局をシンクレア・ブロードキャスト・グループに統合し、この頃、息子の1人であるデイビッド・D・スミスが3局の運営において重要な役割を果たした。1986年、シンクレアはWBFFとWTTEを、同年10月9日に開局した新進のフォックス放送（FOX）と提携することに合意した。FOXの成長と台頭は、1990年代にボルチモア、コロンバス、ピッツバーグを超えてその範囲を拡大したシンクレア・ブロードキャスト・グループのそれと一致した。
1991年6月、シンクレアは、リサ・ウィリス（元：ニュージャージー州セコーカス (ニュージャージー州)のWWOR-TV）とジェフ・バーンドが共同でアンカーを務めたボルチモアの最初の22:00のニュースでニュース部門を開設した。その後、同年9月に、シンクレアはWMAR-TV（チャンネル2）の保留中のライセンス更新に異議を唱え、新しい放送局のために独自の競合するアプリケーションを提出するという大胆な一歩を踏み出した。WMAR-TVは前年6月にE・W・スクリップス・カンパニーに売却されたため、シンクレアは、郊外の企業は都市の公共の利益に効果的に対応できず、通常の条件下で非常に長距離を移動するチャンネル2アナログ信号の貴重なチャンネル割り当てを、代わりに確立されたローカル放送局に付与する必要があると主張した。方策は機能せず、WMAR-TVはチャンネル2のままだった。
WBFFは、FOXがWJZ-TVとの交渉に入った際、1994年にFOXとの提携をほぼ失ったが、代わりにCBSとの提携を選択した。CBSを削除した後、WBAL-TVも検討されたが、代わりにNBCと提携することを選択した。
1996年、チャンネル45はNFL on FOXを介してボルチモア・レイブンズの試合の放送を開始し、シーズンに少なくとも2つの試合が放映され（通常、チームがM&Tバンク・スタジアムでNFCチームのホストを務める場合）、日曜昼間の中継を担当するFOXとCBSとの間で注目度の高いゲームが片方の局に偏ることを防ぐことを目的とする「クロスフレックス」制度をNFLが制定した2014年以降、WJZ-TVからWBFFに任意に移動できる。さらに、FOXの独占契約を通じて、2018年以降のレイブンズが関与する全ての「サーズデーナイトフットボール」を放送している。

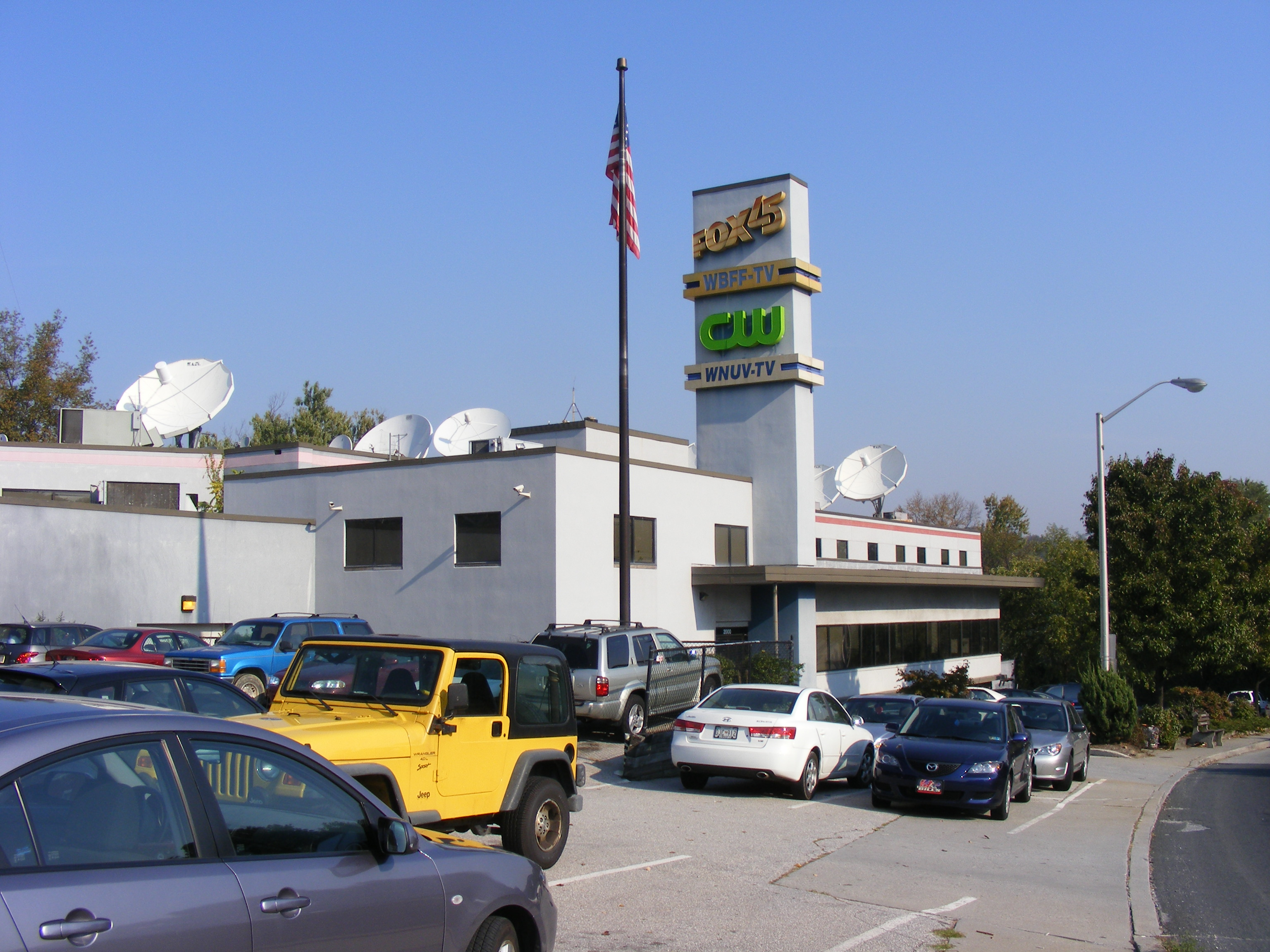
ボルチモアのウッドベリー (ボルチモア)地区にあるWBFFとWNUVのスタジオとオフィスを組み合わせた施設。

シンクレアは、1994年にWNUVの所有者であるアブリー・コミュニケーションズを買収した。当時、複占は許可されていなかったため、チャンネル54は、元シンクレアの幹部であるエドウィン・エドワーズが所有する会社であるグレンケアン社（Glencairn Ltd.）にスピンオフされた。しかし、グレンケアンの株はほぼ完全にスミス家によって所有されていた。事実上、シンクレアは現在、ボルチモアで複占をしており、故郷で主要なライバルを去勢していた。シンクレアは、WBFFをシニアパートナーとして、ローカルマーケティング契約（LMA）に基づいてWNUVの事業を引き継ぐことにより、規則をさらに回避した。
シンクレアは2001年にグレンケアンを完全に買収しようとしたが、複占に関するFCCの規則により、WNUVを買収できなかった。ボルチモア市場は比較的規模が大きいにもかかわらず、フルパワーの放送局は7つ（または、メリーランド・パブリック・テレビジョンによって運営されている市場で認可された2つの放送局が1つとして扱われる場合は6つ）しかなく、FCC規制で複占が法的に許可されているものより2つ少ない数である（FCCは、複占が形成されると、市場に8つの固有の放送局所有者が必要であり、複占を少なくとも9つのフルパワー放送局がある市場に効果的に制限する）。グレンケアンは名称をカニンガム・ブロードキャスティングに変更し、WNUVの所有権を保持した。ただし、カニンガムの株式のほぼ全ては、スミスが所有する信託に保有されている。この「事実上の」複占は今日まで続いているが、シンクレアとグレンケアン/カニンガムの緊密な関係により、カニンガムは、シンクレアがFCCの所有権制限を回避するために使用する単なるペーパーカンパニーであるという主張につながっている。
WBFFは、ローカルとしてもFOX系列局としても繁栄する新世紀に入ったが、そのネットワークパートナーは、WBFFの近い将来を脅かしていた。2001年、 FOXの親会社であるニューズ・コーポレーションは、クリス＝クラフト・インダストリーズの殆どのテレビ保有物を買収することにより、ボルチモアのUPN系列局であるWUTB（旧WMET-TV）の新しい所有者となった。FOXが番組をWBFFからWUTBに移行することを検討しているという噂がたくさんあった。シンクレアは、自国の利益を保護するために明確に行われた動きの中で、WBFFをネットワークと維持するための長期契約に署名するようにFOXを説得した。同じ脅威が2006年1月に再出現し、UPNの所有者であるCBSコーポレーションとThe WBテレビジョンネットワークの所有者であるタイム・ワーナーが、これら2つのネットワークを閉局して新しいCWテレビジョンネットワークに置き換えることを発表した。しかし、The CWの設立から1か月後、ニューズ・コーポレーションは、WUTBとその他のUPN系列局が新しいマイネットワークTVサービスの中核になると発表した。
2006年5月1日、市場初の非気象サブチャンネルで、レトロ番組を備えた.2デジタルチャンネルを開始した。
2012年5月15日、シンクレア・ブロードキャスト・グループとFOXは、2017年まで続くシンクレア所有の19のFOX加盟局とのネットワークの提携契約を5年間延長することに合意した。これには、シンクレアがWUTBを買収できるようにするオプション（2012年7月1日から2013年3月31日まで行使可能だった）が含まれており、その結果、WBFFとWNUVを使用した仮想トリオポリーが形成された一方、FOXは、ローリー（WLFL・WRDC）、ラスベガス（KVCW・KVMY）、シンシナティ（WSTR-TV）、ノーフォーク（WTVZ-TV）の4つの市場のうち3つで、シンクレアが所有する6つのThe CW及びマイネットワークTV系列局（そのうちの2つは後者のサービスに関連するスタンドアローンの放送局だった）の任意の組み合わせを買収するオプションを提供している。合意とWUTB買収オプションの下で、シンクレアはWBFFとFOXとの提携を継続するために5,270万ドルを支払うことになるが、FOXがオプションに含まれているシンクレア所有局のいずれかを買収するオプションを行使した場合、提携の支払いは2,500万ドルに減少する。2012年11月29日、シンクレアはディアフィールド・メディアを通じて270万ドルでWUTBを買収するオプションを行使した。売却完了後、WUTBは、ディアフィールドの他の放送局と同様に、ローカルマーケティング契約に基づいてシンクレアによって運営され始めた。2013年1月、FOXは、かつての買収オプションに含まれていたシンクレア所有局を買収するオプションを行使しないことを発表した。同年5月6日、FCCはディアフィールド・メディアにWUTBの承認を与えた。シンクレアは8日後に正式にWUTBの事業を引き継いだが、売却は6月1日まで正式に完了しなかった。WUTBの売却が完了すると、ボルチモアは1つの会社（非営利の公共テレビ局グループを除く）がフルパワーの放送局間で仮想トリオポリーを運営する最大の市場となる。WBFFは、ボルチモア市場で主要なネットワーク系列局を変更することのない唯一の局であり続けている。
2016年4月28日午後、デマ爆弾を着用した人物による脅迫を受けて、WBFFのスタジオが避難し、容疑者はまた、局の駐車場で自分の車に火をつけたとされていた。容疑者は後にボルチモア市警察に射殺・逮捕され、終末論的なコンテンツを共有したいという願望（ビデオ付きのUSBドライブが警備員によって没収された）以外に、事件の具体的な動機は特定されなかった。

## デジタルテレビ

### デジタルチャンネル
デジタル信号は多重化されている。
| チャンネル | 解像度 | アスペクト比 | PSIPショートネーム | 番組編成                       |
| ---------- | ------ | ------------ | ------------------ | ------------------------------ |
| 45.1       | 720p   | 16:9         | WBFF45             | メインWBFF番組編成・FOX        |
| 45.2       | 720p   | 16:9         | MyTV               | WBFF-DT2 / マイネットワークTV  |
| 45.4       | 480i   | 16:9         | Charge!            | チャージ! (テレビネットワーク) |

### アナログ-デジタル変換
WBFFは、アメリカ国内のフルパワーテレビ局が連邦政府の命令の下でアナログ放送からデジタル放送に移行する当初の目標日である2009年2月17日に、UHFチャンネル45を介してアナログ信号をシャットダウンした（後で2009年6月12日にプッシュバックされた）。デジタル信号は、PSIPを使用して仮想チャンネルを以前のUHFアナログチャンネル45として表示し、遷移前のUHFチャンネル46に残った。
2015年9月に、ボルチモアとワシントンD.C.で、4K UHDTVとモバイルフィードを視聴者に配信するUHF43の各都市に1つの送信機を備えた2送信機SFN（単一周波数ネットワーク）を介してATSC 3.0のテスト放送を開始することを発表した。WI9XXTという名前のこの局は、2015年8月24日に実験放送を開始し、一時的な特別免許（Special temporary authority）は2016年2月25日に終了した。WI9XXTの放送は、ノースウェスト (ワシントンD.C.)にあるWRC-TVのタワーと、ウッドベリー (ボルチモア)にあるWBFFのタワーからのものである。
2016年〜2017年のFCCインセンティブ・オークションに続く再梱包プロセスの一環として、WBFFは2020年にUHFチャンネル26に移転し、プログラム及びシステム情報プロトコル（PSIP）を使用して仮想チャンネル番号を45として表示した。

### グッドTV
2006年5月1日、WBFFは2番目のデジタルサブチャンネル（45.2）で、元々はWBFF-2と呼ばれていた、後にグッドTV（Good TV）と改名された新しいサービスを開始した。このデジタルのみのチャンネルは、古典的なテレビ番組を特集していた（そのフォーマットは、MeTV、アンテナTV、レトロ・テレビジョン・ネットワークなどの古典的なテレビ番組に焦点を当てた全国的に分散したデジタルマルチキャストネットワークの存在よりも前のものである）。さらに、日曜日朝の教会礼拝、地元のイベント、有料番組の報道を拡大した。同チャンネルは2008年9月30日頃に放送を終了し、2017年にTBDに置き換えられたディスTVネットワークに道を譲った。45.2は2021年8月にマイネットワークTVになった（グッドTVのロゴは、2021年2月22日に開始された新しいネットワークであるフィリピンのテレビネットワークのGTV (フィリピンのテレビネットワーク)にあり、ニュースチャンネルGMAニュースTVに取って代わった）。

## ニュース運用
WBFFは現在、毎週55時間のローカル制作のニュース番組を放送しており（平日9時間半、土曜日4時間、日曜日3時間半）、ニュース番組に費やされた時間数に関しては、ボルチモアのテレビ局の中で、且つ一般的にメリーランド州内で最も高い。また、シンクレア・ブロードキャスト・グループの放送局（FOX系列局と同社のテレビ局全体の両方）の最高出力でもあり、2011年にフォー・ポインツ・メディア・グループを買収し、夕方と週末朝のニュース番組を制作する一連の放送局を買収する前に、シンクレアが所有または管理していた唯一のFOX加盟局でもある（それ以降に取得された、または取得中の2つの放送局は、現在、夕方・平日夜のニュースを放送している）。
シンクレアはWBFFのニュース部門の開発に投資することを決定し、1991年6月3日にリサ・ウィリス（元：ニューヨーク市/セコーカス (ニュージャージー州)のWWOR-TV）とジェフ・バーンドが共同でアンカーを務めた毎晩22:00のニュースを開始した。2000年3月に平日朝のニュースを追加した。2003年2月、ハントバレー (メリーランド州)にあるシンクレアの現在は廃止された集中型ニュースサービス『ニュースセントラル』から放送された平日23:00のニュースを追加した。平日朝のニュースの開始時刻は5:30に移動され、その後、2005年1月の17:30からの夕方のニュースがスケジュールに追加された。2008年6月2日、WBFFは、ローカルニュースを高解像度で放送し始めた最初のボルチモアのテレビ局となった。
元WBFFニュースアンカーであるジェフ・バーンドも、シンクレアが配信するシンジケートニュース番組『アメリカン・クロスローズ（American Crossroads）』のホストと解説を提供した。WBFFはE!（2005年まではFOX）のリアリティ番組『シンプル・ライフ』の第3シーズンの放送回で紹介された。同放送回では、パリス・ヒルトンとニコール・リッチーがWBFFの平日朝のニュースを管理した。2人は天気予報を読み、プロンプターを台無しにした。後にCNNのアンカーとなったトニー・ハリス (ジャーナリスト)は、かつてリードアンカーだった（リサ・ウィリスとの共同アンカー）。2015年、元WJZ-TVの共同アンカーであるカイ・ジャクソンがリードアンカーに指名された。
通常の学年度中の毎週水曜日の朝、6:30と6:40の天気予報コーナーで気象学者のジョナサン・マイヤーズを支援するために、教師によって指名されたランダムに選択された子供が選ばれる。子供は通常、天気予報を手伝い、WBFFのツアーに参加し、パフォーマンスのビデオコピーを受け取り、同コーナーは「Weather Kid Wednesday」（オクラホマシティの姉妹局KOKH-TVなど、シンクレアが所有する他局で使用されているコーナー）と呼ばれる。
2011年1月24日、平日朝のニュースを4時間から5時間に、5:00から10:00まで拡大し、9:00からのバージョンは『FOX 45グッデイ・ボルチモア（Fox 45 Good Day Baltimore）』と呼ばれた。2012年4月9日、17:00にさらに30分間を追加し、『ジャッジ・ジュディ』を16:00に1時間シフトすることにより、夕方のニュースを拡大し、17:30のニュースは残るが、別のニュースとして扱われる。2013年1月20日、2時間の土曜日朝のニュースと3時間の日曜日朝のニュースが特徴とする週末朝のニュースを開始させた（日曜日のニュース放送の3時間目は『FOXニュースサンデー』の後に放送される）。

### 論争
2014年12月21日、WBFFのニュース運用は、一部の主張が誤解を招くような編集を行ったというビデオを放映したとして批判を受けた。
この映像は、エリック・ガーナー窒息死事件後の警察の残虐行為に対する抗議で、ボルチモアのタワンダ・ジョーンズという女性が率いる抗議者たちは、「私たちは止まらない。殺人警官がセルブロックに入るまで止められない。（We won't stop. We can't stop till killer cops are in cellblocks.）」と唱えた。22:00のニュースで編集および表示された映像は、抗議者が「警官を殺す（kill a cop）」と唱えているように見せた。
映像が放映された翌日、WBFFはオンラインで編集された映像について謝罪し、このリポートは抗議者が唱えていることについての「正直な誤解」を反映しており、同リポートは局のウェブサイトから削除されたと述べた。WBFFのニュースキャスターは後に17:30のニュース放送中に直接出演したジョーンズに直接謝罪した。
事件の余波で、リポーターのメリンダ・ローダーとカメラマンのグレッグ・マクネアは、映像への関与の疑いに関連して解雇された。当時のニュースディレクターであるマイク・トムコは1日業務停止された。

### 著名な元スタッフ
- クリステン・バーセット（英語版） - スポーツアンカー（元：WJHG-TV（英語版）[29]、現：ワシントンD.C.のWUSA-TV）[30]
- トニー・ハリス (ジャーナリスト)（英語版） - 後にCNN
- ジョン・ライバーマン（英語版） - 現：シリウスXMラジオ『ハワード・スターン・ショー（英語版）』
- ロリ・ストークス（英語版） - リポーター（1991年 - 1992年）、現：ニューヨーク市のWNYW
- アンバー・テオハリス（英語版） - 現：NFLネットワーク
- リサ・ウィリス（英語版） - メイン共同アンカー、後にマイアミのWPLG、現在はテレビ業界から引退。